# مود آدامس
مود ادامس (بالسويدية: Maud Adams)‏ ممثلة سويدية من مواليد 12 فبراير 1945. قامت ببطولة فيلمين مع روجر مور في أفلام جيمس بوند. قام أحد المصورين في عام 1963 بالتقاط صورة لها وهي تتبضع وقام هذا المصور بتقديم هذه الصورة لأحد مسابقات الجمال السويدية وتم اختيارها ومن هنا بدأت حياتها المهنية. انتقلت بعدها إلى باريس ومن ثم نيويورك وحصلت في ذاك الوقت على أعلى أجر بين عارضات الأزياء.

## الأعمال

### أفلام
| السنة | العنوان                | الدور        |
| ----- | ---------------------- | ------------ |
| 1974  | الرجل ذو المسدس الذهبي | أندريا أندرس |
| 1979  | لورا                   | سارة مور     |
| 1983  | الأخطبوطي              | الأخطبوط     |

### مسلسلات
| السنة | العنوان               | الدور        |
| ----- | --------------------- | ------------ |
| 1971  | الحب (النمط الأمريكي) | ميلبا وايلد  |
| 1977  | هاواي فايف أو         | ماريا نوبل   |
| 1996  | جوال تكساس ووكر       | سيمون ديشامب |
| 2000  | عرض السبعينات ذاك     | هولي         |

## روابط خارجية
- مود آدامس على موقع IMDb (الإنجليزية)
- مود آدامس على موقع ألو سيني (الفرنسية)
- مود آدامس على موقع ميوزك برينز (الإنجليزية)
- مود آدامس على موقع أول موفي (الإنجليزية)
- مود آدامس على موقع قاعدة بيانات الأفلام السويدية (السويدية)
- مود آدامس على موقع إن إن دي بي (الإنجليزية)
- مود آدامس على موقع قاعدة بيانات الفيلم (الإنجليزية)
- مود آدامس على موقع كينوبويسك (الروسية)